# Campionati svedesi di sci alpino 1967
Ai Campionati svedesi di sci alpino 1967 furono assegnati i titoli di discesa libera, slalom gigante e slalom speciale, sia maschili sia femminili.

## Risultati
| Specialità      | Uomini           | Donne             |
| --------------- | ---------------- | ----------------- |
| Discesa libera  | Olle Rolén       | Monica Hermansson |
| Slalom gigante  | Rune Lindström   | Monica Hermansson |
| Slalom speciale | Bengt-Erik Grahn | Monica Hermansson |